# Cyprinodon longidorsalis
Il cachorrito de Charco Palmal (Cyprinodon longidorsalis) è una specie di pesce all'interno della famiglia dei Cyprinodontidae. Era endemico del Messico, ma ora è estinto allo stato selvatico.